# دربيس
الدربيس (الاسم العلمي:Derbesia) هو جنس من الطحالب الخضراء يتبع الفصيلة الدربيسية من رتبة الخثيات الخضراء.

## أنواع الدربيس
- دربيس صغير
- دربيس باسيفيكي
- دربيس بحري
- دربيس حامل الجذور
- دربيس خذروفي
- دربيس زاحف
- دربيس شمعي القرون
- دربيس طويل الثمار
- دربيس غزير
- دربيس متشعب
- دربيس ناحل
- دربيس نيوزيلندي
- دربيس عمودي
- دربيس هندي
- دربيس رقيق